# جيرارد فيرلي
جيرارد فيرلي (بالإنجليزية: Gerard Fairlie)‏ (1 نوفمبر 1899 - 31 مارس 1983)؛ صحفي وروائي بريطاني.

## روابط خارجية
- جيرارد فيرلي على موقع IMDb (الإنجليزية)
- جيرارد فيرلي على موقع قاعدة بيانات الفيلم (الإنجليزية)
- جيرارد فيرلي على موقع أوليمبيديا (الإنجليزية)